# Severino Caveri
Severino Caveri (Ivrea, 29 de maig de 1908 – 19 de setembre de 1977) fou un polític i jurista valldostà. Llicenciat en dret, fou un dels fundadors d'Unió Valldostana. Després de la dimissió de Federico Chabod, fou president del Consell de la Vall en un govern de coalició d'UV amb la DCI de 1946 a 1954. Posteriorment fou diputat al Parlament italià de 1958 a 1963. No es presentà a la reelecció i fou escollit novament president del Consell de la Vall de 1963 a 1966.